# Libera San Marino
Libera San Marino è un partito politico sammarinese.

## Storia
Nata da un'alleanza elettorale formata da Movimento Civico10, Sinistra Socialista Democratica, Movimento Ideali Socialisti e Riforme e Sviluppo per le elezioni politiche a San Marino del 2019, la coalizione ottenne 10 seggi al Consiglio Grande e Generale, risultando così la terza forza politica del paese e la maggiore corrente d'opposizione in Parlamento. Eva Guidi venne nominata Presidente del gruppo consigliare. Successivamente Rossano Fabbri uscirà dal gruppo consiliare ed entrerà il consigliere Iro Belluzzi proveniente dal Partito dei Socialisti e dei Democratici appartenente alla lista elettorale Noi per la Repubblica.
Il 13 e 14 novembre 2020 si svolse il congresso fondativo del nuovo partito, in cui confluirono le formazioni politiche alleate. Matteo Ciacci viene eletto per acclamazione primo segretario politico.
Alle elezioni politiche a San Marino del 9 giugno 2024 si presenta in lista con il Partito Socialista, in coalizione con il Partito dei Socialisti e Democratici, venendo riconfermati i 10 seggi al Consiglio Grande e Generale, risultando la seconda forza politica del paese e andando a formare una coalizione di Governo assieme a Partito Democratico Cristiano Sammarinese e Alleanza Riformista. Nel nuovo governo del Congresso di Stato entrano Matteo Ciacci come Segretario di Stato al Territorio, Ambiente, Agricoltura e Rapporti con l’ A.A.S.L.P e Alessandro Bevitori come Segretario di Stato per il Lavoro, la Programmazione Economica, i Rapporti con l’A.A.S.S., la Transizione Ecologica e l'Innovazione Tecnologica. Come Presidente del gruppo consigliare viene nominato Michele Muratori.
Il 15 e 16 novembre 2024 si è svolto il secondo congresso del partito, proclamando come segretario politico Giulia Muratori, successivamente viene eletto nuovo Presidente del partito Giuseppe Maria Morganti, andando così a completare il nuovo quadro dirigente.

## Risultati elettorali e Consiglieri in Consiglio Grande e Generale
| Elezione | Leader        | Voti  | %          | Seggi | +/–     | Posizione   |
| -------- | ------------- | ----- | ---------- | ----- | ------- | ----------- |
| 2019     | Matteo Ciacci | 2.964 | 16,49 (#3) | 10/60 | -       | Opposizione |
| 2024     | Matteo Ciacci | 2.863 | 15,75 (#2) | 10/60 | Stabile | Maggioranza |
| 1.       |               |       |            |       |         |             |